# IEASSA
International Efficient Agriculture Solutions and Standards Association (IEASSA) (укр. Міжнародна асоціація засобів та стандартів ефективного землеробства) — міжнародна платформа для обміну технологіями, досвідом впровадження таких методів ведення бізнесу у сфері сільського господарства як розробка, удосконалення та впровадження стандартів ефективного землеробства.
Основний акцент IEASSA робить на практичному досвіді впровадження та використання високоефективних методів землеробства таких як супутниковий моніторинг посівів, No-till, Strip-till, сидерація, їх вплив на економіку всього процесу, а також відповідність подібних практик принципам стійкого розвитку та експлуатації природних ресурсів.

## Історія

### 2006—2010
Була проведена низка конференцій на тему сучасних ефективних методів ведення сільського господарства, де група агрономів з різних країн вирішили об'єднатися в одну організацію.. Енрі Більдо був обраний виконавчим секретарем IEASSA.

### 2010-нинішній час
Встановлено зв'язки з представниками різних країн. Асоціація поміщена на он-лайн платформу, створений офіційний сайт та сторінки в соціальних мережах.

## Члени асоціації
IEASSA об'єднує спеціалістів-практиків, фермерів, співробітників в науково-дослідницьких та освітянських організацій з акцентом на прикладні технології, представників дослідницьких центрів, виробників обладнання та насіння, а також представників профільних засоби масової інформації. На даний момент членами асоціації є представники більш ніж 50 країн.

## Цілі та діяльність
Однією з цілей IEASSA є створення та популяризація стандартів землеробства, які базуватимуться на принципах ефективного та стійкого розвитку. Ці стандарти допомагатимуть компаніям з усіх куточків світу отримувати доступ до останніх наукових розробок в галузі рослинництва, що дозволить використовувати ресурси з максимальною ефективністю і забезпечить стійкий розвиток одного з базових секторів виробництва продуктів споживання в світі.
Основні напрямки діяльності:
- інформування профільних фахівців і представників агробізнесу про точне землеробство;
- моніторинг останніх досягнень у цьому напрямку;
- сприяння міжнародному обміну досвідом у галузі точного землеробства;
- сприяння представникам агробізнесу з усього світу у впровадженні технологій точного землеробства;
- стандартизація технологій обробки землі;
- організація науково-практичних конференцій, круглих столів та інших науково-освітніх заходів;
- публікація науково-освітнього матеріалу в наукових збірниках та ЗМІ, а також просування існуючих публікацій;
- творення і розвиток міжгалузевих контактів і форматів співпраці, сприяючих впровадженню концепції точного землеробства.